# Подрашчанин, Марко
Марко Подрашчанин (серб. Марко Подрашчанин) — сербский волейболист, центральный блокирующий.

## Карьера
Чемпион Сербии (2006/07), чемпион Италии (2011/12, 2013/14), обладатель Кубка вызова (2010/11).
В 2006 году дебютировал в составе сборной Сербии и Черногории, с 2007 по 2024 года — игрок сборной Сербии. Участник летних Олимпийских игр 2008 года, чемпион Европы 2011 года, бронзовый призёр чемпионата мира 2010. Лучший блокирующий финального турнира Мировой лиги 2008 года и чемпионата Европы 2011 года, Лиги чемпионов 2017 и 2018 года, чемпионата Европы 2021 года.

## Личная жизнь
25 мая 2014 года женился на Милене. 5 мая 2015 года у его жены родилась дочь Мила.